# Costa Serena

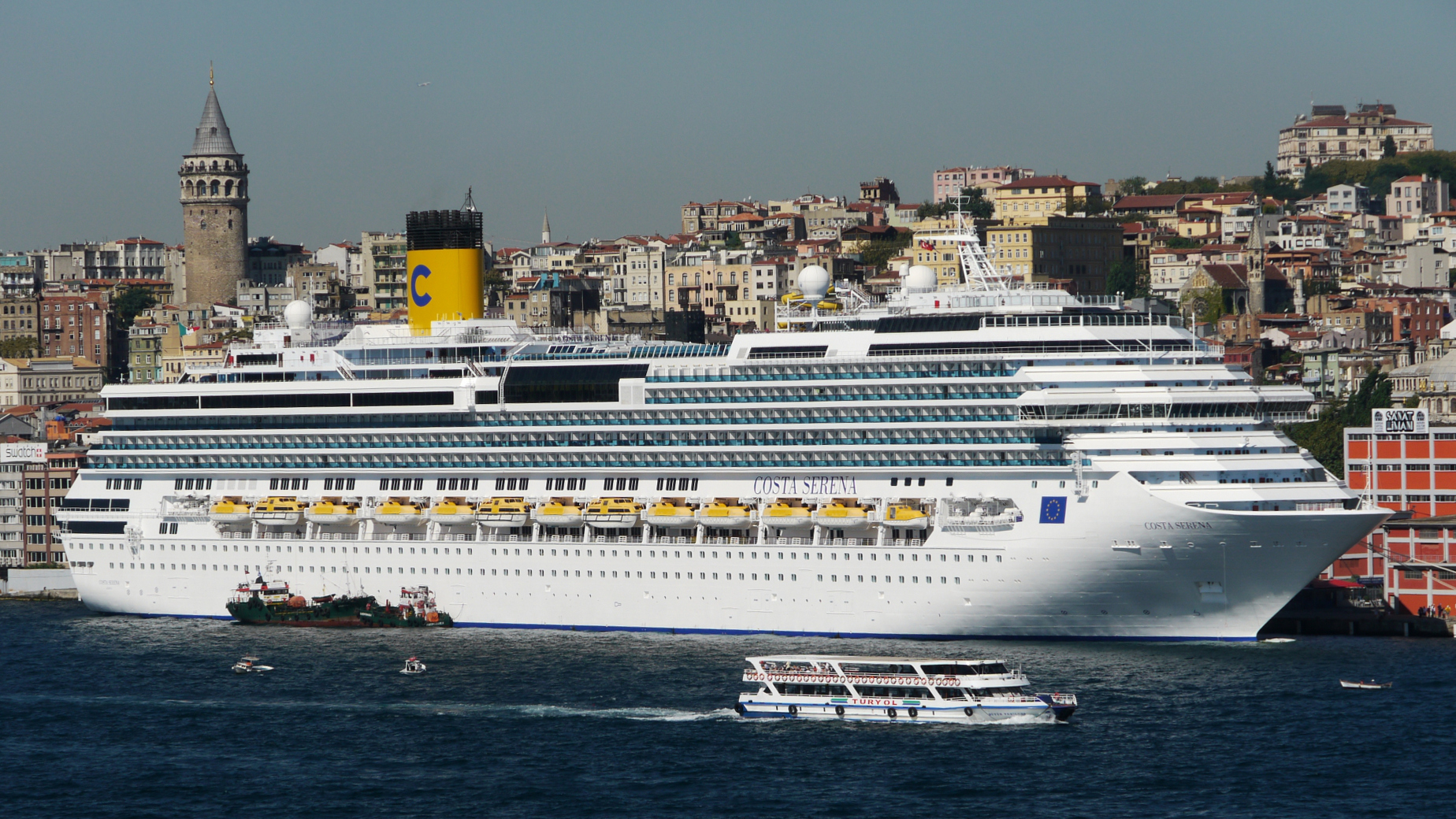
Costa Serena in Istanbul, Türkei

Die Costa Serena ist ein Kreuzfahrtschiff der Reederei Costa Crociere. Sie wurde seit 2007 vor allem im Mittelmeer und seit 2015 hauptsächlich in Ostasien eingesetzt. Ihr Name bedeutet Sirene, ein weibliches Fabelwesen der antiken griechischen Mythologie, in deren Stil das gesamte Schiff ausgestattet ist.
Als zweites Schiff der Concordia-Klasse war sie baugleich mit der Costa Concordia. Bis 2012 folgten die weiteren Schwesterschiffe Carnival Splendor, Costa Pacifica, Costa Favolosa und Costa Fascinosa. Gemeinsam mit der Costa Serena waren dies zur Zeit ihrer Indienststellung die größten Kreuzfahrtschiffe, die in Italien gebaut wurden.

## Geschichte

### Auftrag und Bau
Am 4. Januar 2005, noch vor der Fertigstellung der Costa Concordia, einigte sich Costa Crociere mit der Werft Fincantieri, in Sestri Ponente für 475 Mio. Euro gleich noch ein zweites Schiff auf Basis derselben Pläne bauen zu lassen. Die Auslieferung sollte im Frühjahr 2007, also nur ein dreiviertel Jahr nach planmäßiger Fertigstellung der Costa Concordia erfolgen. Nach Angaben des Unternehmens wurden letztlich rund 450 Millionen Euro in den Bau investiert. Am 15. Mai 2007 wurde das Schiff an Costa Crociere übergeben und im Anschluss zur Schiffstaufe am 19. Mai 2007 nach Marseille überführt. Die Feier wurde in der französischen Hafenstadt durch eine Operngala mit Feuerwerk und Lasershow um die berühmtesten Sehenswürdigkeiten der Stadt begleitet. Taufpatin war die französische Schauspielerin Marion Cotillard. Zeitgleich fand in der virtuellen Welt Second Life ein Parallel-Event zur Einführung einer digitalisierten Version des Schiffes inklusive Kreuzfahrtterminal statt.

### Einsatz
Ab der Indienststellung im Jahr 2007 befuhr die Costa Serena das Mittelmeer. 2015 erfolgte ein Transfer auf den asiatischen Markt mit Basishafen Shanghai als Ergänzung zu den bereits dort verkehrenden Schiffen Costa Victoria und Costa Atlantica. Es wurden verschiedene drei- bis fünftägige Routen zu Zielen in Japan und Südkorea befahren, später auch auf den Philippinen und auf Taiwan.
Durch die COVID-19-Pandemie pausierte der Betrieb des Schiffes bis 2023. Anschließend wurde es ab Laem Chabang, Japan, Südkorea und Indien eingesetzt. Im Juni 2025 kehrte das Schiff nach Shanghai zurück, verkehrt dort nach China, Japan sowie Südkorea und soll im Anschluss nach Taiwan verlegt werden. Ende 2026 soll es erst in Südamerika und ab dem Frühjahr 2027 dann im Mittelmeer fahren.